# Copanarta
Copanarta is een geslacht van vlinders van de familie uilen (Noctuidae), uit de onderfamilie Cuculliinae.

## Soorten
- C. aurea Grote, 1879
- C. nigerrima Smith, 1903